# Charles Graner

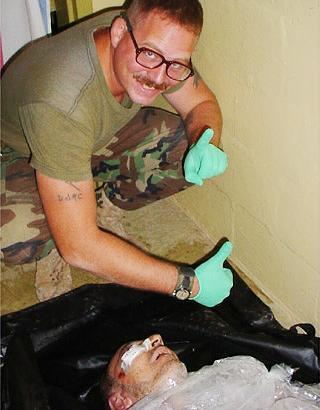
Charles Graner poseert bij het lichaam van Manadel al-Jamadi, een Iraakse gevangene

Charles A. Graner (Pittsburgh (Pennsylvania), 1968) is een voormalig reservist van het Amerikaanse leger en een van de militairen die gevangenen heeft misbruikt in de Abu Ghraib-gevangenis. Samen met zijn toenmalige vriendin Lynndie England werd hij, door de foto's waar hij op stond, het gezicht van de mishandelingen door Amerikaanse militairen in Irak.
Graner werd beschuldigd van het toestaan en het opleggen van seksueel, fysiek en psychologisch misbruik van Iraakse krijgsgevangenen in Abu Ghraib. Vanwege deze handelingen werd hij in januari 2005 veroordeeld tot tien jaar cel, gedegradeerd tot soldaat en verplicht zijn salaris terug te betalen. Ook werd bepaald dat hij na het uitzitten van zijn straf oneervol zou worden ontslagen.
Op 6 augustus 2011 werd Graner ontslagen uit de militaire gevangenis in Kansas waar hij 6,5 jaar van zijn straf had uitgezeten. Goed gedrag was de motivatie voor zijn vervroegde vrijlating. Hij bleef echter nog wel tot eind 2014 onder justitieel toezicht.